# Tango (court métrage)
Pour les articles homonymes, voir Tango.
Pour plus de détails, voir Fiche technique et Distribution.
Tango est un court métrage d'animation réalisé par Zbigniew Rybczyński et sorti en 1981.
Il a remporté l'Oscar du meilleur court métrage d'animation en 1983, ce qui a contribué au lancement de la carrière du réalisateur.

## Synopsis
Vingt-six personnages, représentant vingt-six moments, actions ou plans temporels différents et autonomes, se chevauchent dans l'espace d'une chambre. Chaque personnage est tourné de façon indépendante après avoir étudié les espaces libres laissés par d'autres. Ils ont été montés ensuite sur le même négatif.
Dans une petite pièce, comportant trois portes, une fenêtre, une bibliothèque, un lit de bébé, un canapé et, au centre de la pièce, une table et trois tabourets, plusieurs personnages sont mis successivement en scène. Il n'y a que trois murs, le quatrième est inexistant — comme au théâtre — de sorte que le spectateur peut observer le spectacle.

## Personnages
Apparaissent séquentiellement :
1. un garçon entre par la fenêtre pour récupérer un ballon qu'il vient de lancer ;
2. une mère allaite un nourrisson avant de le mettre dans le lit de bébé ;
3. un voleur entre par la fenêtre et emporte un paquet laissé sur l'étagère ;
4. un homme qui dépose un paquet identique à l'emplacement du paquet volé ;
5. une jeune fille fait ses devoirs puis lance un avion en papier par la fenêtre ;
6. une femme dépose une assiette de soupe sur la table ;
7. un homme en t-shirt mange le potage ;
8. un jeune homme en tenue de gymnastique exécute quelques mouvements de sport ;
9. une femme entre avec ses achats ;
10. un homme essaie de changer une ampoule et tombe de la table ;
11. une femme éviscère un poisson ;
12. une femme nue s'habille ;
13. un homme portant une buse, un seau et un vieux siège de toilette entre et ressort par l'autre porte ;
14. un homme revêt son uniforme de milicien ;
15. un homme ivre au front ensanglanté, boit de la vodka à la bouteille ;
16. une femme de ménage nettoie la pièce avec une brosse enveloppée dans un chiffon et enlève également les fleurs apportées par les invités ;
17. un homme et une femme apportent des roses et enlèvent l'enfant du lit ;
18. un couple amoureux fait l'amour sur le canapé ;
19. une mère emmaillote son nourrisson ;
20. un homme en peignoir lit un journal à table ;
21. un homme plus âgé en chapeau fait descendre un chien du canapé ;
22. une vieille femme en noir qui a un mal de tête s'étend sur le canapé.

Chaque personnage exécute les actions assignées puis sort de la pièce pour y retourner immédiatement et répéter son cycle. À son apogée, il y a 26 personnages à l'écran qui ne se remarquent pas les uns les autres et ne se gênent aucunement. Lorsque la pièce commence à se vider progressivement, la vieille dame sur le canapé et la balle laissée par le garçon restent dans la pièce. Elle se lève, prend le ballon et est la dernière à quitter la pièce.

## Fiche technique
- Réalisation et scénario : Zbigniew Rybczyński
- Production :  Film Polski, Studio Se-Ma-For
- Pays de production :  Pologne
- Durée : 8 minutes
- Date de sortie : 
  - Pologne : mai 1981

## Distinctions
- 1981 : Grand prix du Festival international du film d'animation d'Annecy
- 1983 : Oscar du meilleur court métrage d'animation[2]
- Prix du public au Festival d'Ottawa